# 208117 Davidgerdes
208117 Davidgerdes este o planetă minoră (asteroid) din centura de asteroizi. A fost descoperită pe 6 februarie 2000 la Observatorul Național Kitt Peak de Marc Buie⁠(d). 
Obiectul prezintă o orbită caracterizată de o semiaxă mare de 2,7013968174992 UAi, o excentricitate de 0,02295935722155, o înclinație de 6,6410272655127 ° în raport cu ecliptica.